# Pittsburgh and Boston Copper Harbor Mining Company
La Pittsburgh and Boston Copper Harbor Mining Company était l'une des premières sociétés importantes d'exploitation du très important gisement de cuivre du "Pays de Cuivre", dans le Michigan, au XIXe siècle aux États-Unis.

## Histoire
Le géologue Douglass Houghton explore le Michigan au début des années 1830. Devenu un État américain en 1837, le Michigan lui confie une revue annuelle du sous-sol de la péninsule de Keweenaw. La 4e édition, en 1841, déclenche un rush minier. Les terres sont achetées au indiens et revendues à une centaine de compagnies minières. La péninsule de Keweenaw commence ainsi à être exploité de manière intensive à partir des années 1840, avec l'apparition de petites "villes-champignons" minières, aujourd'hui considérées comme des éléments du patrimoine historique américain
Parmi elles, la Lake Superior et la "Pittsburgh and Boston Copper Harbor Mining Company" qui a 6.000 actions et verse dès 1849 un dividende de 10 dollars puis 2,5 millions de dollars en dix ans, soit 22 fois sa valeur initiale.
La Pittsburgh and Boston Copper Harbor Mining Company sera la mine la plus productive des États-Unis de 1845 à 1854. Cotée à la Bourse de Boston, créée en 1834, avec seize sociétés industrielles, elle était financée par des investisseurs de la côte est américaine. Elle a recruté de nombreux mineurs canadiens de langue française, qui ont contribué à l'identité du Pays de cuivre, dans le Michigan, non loin de la frontière canadienne.